# Étienne-Romain de Sèze
Pour les autres membres de la famille, voir Famille de Sèze.
Étienne-Romain, comte de Sèze (27 octobre 1780, Bordeaux - 22 avril 1862, Paris), est un homme politique français.

## Biographie
Fils de Raymond de Sèze, il débuta au barreau de Paris, puis rentra dans la magistrature, comme conseiller (1816), puis président (1822-1830) de la cour royale de Paris.
Il fut appelé le 9 juillet à remplacer son père décédé à la Chambre des pairs. Au Palais du Luxembourg, il soutint de ses voix le gouvernement de Charles X et refusa de prêter serment à la monarchie de Juillet après les Journées de juillet 1830.

## Publications
- Du serment politique à la souveraineté en France (1834)
- Histoire de l'évasion de Varennes au 21 juin 1791 (1843)

## Sources
- « Sèze (Étienne-Romain, vicomte de) », dans Adolphe Robert et Gaston Cougny, Dictionnaire des parlementaires français, Edgar Bourloton, 1889-1891 [détail de l’édition]